# Specie di Sicariidae
Di seguito sono descritte tutte le 130 specie di ragni della famiglia Sicariidae note al giugno 2013

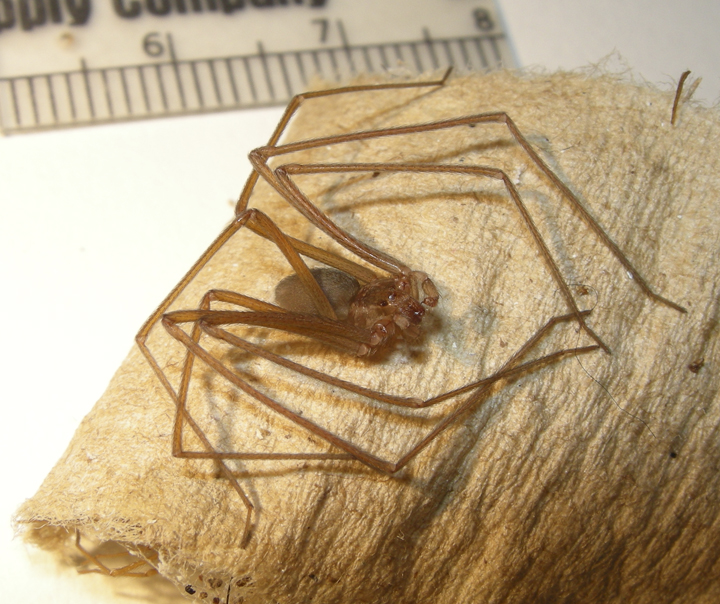
Loxosceles caribbaea

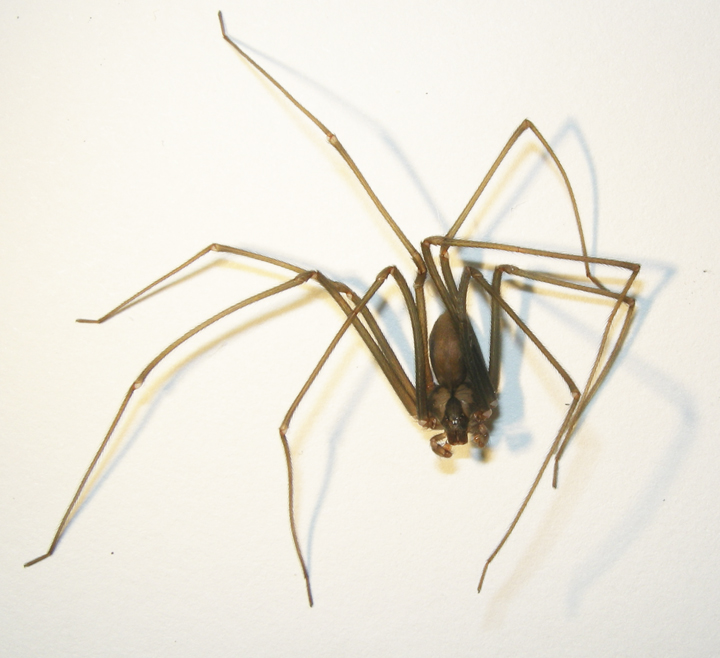
Loxosceles foutadjalloni

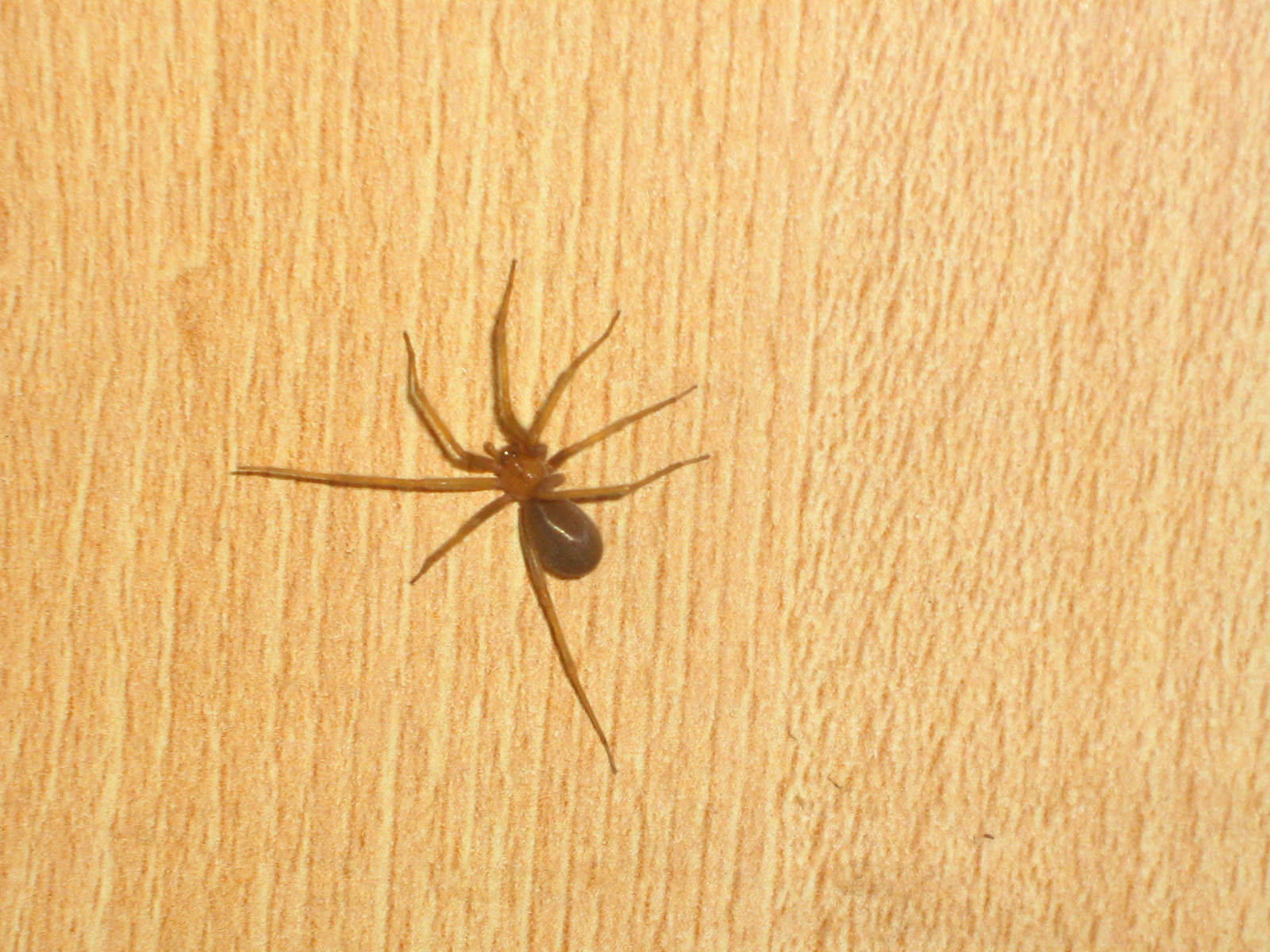
Loxosceles laeta

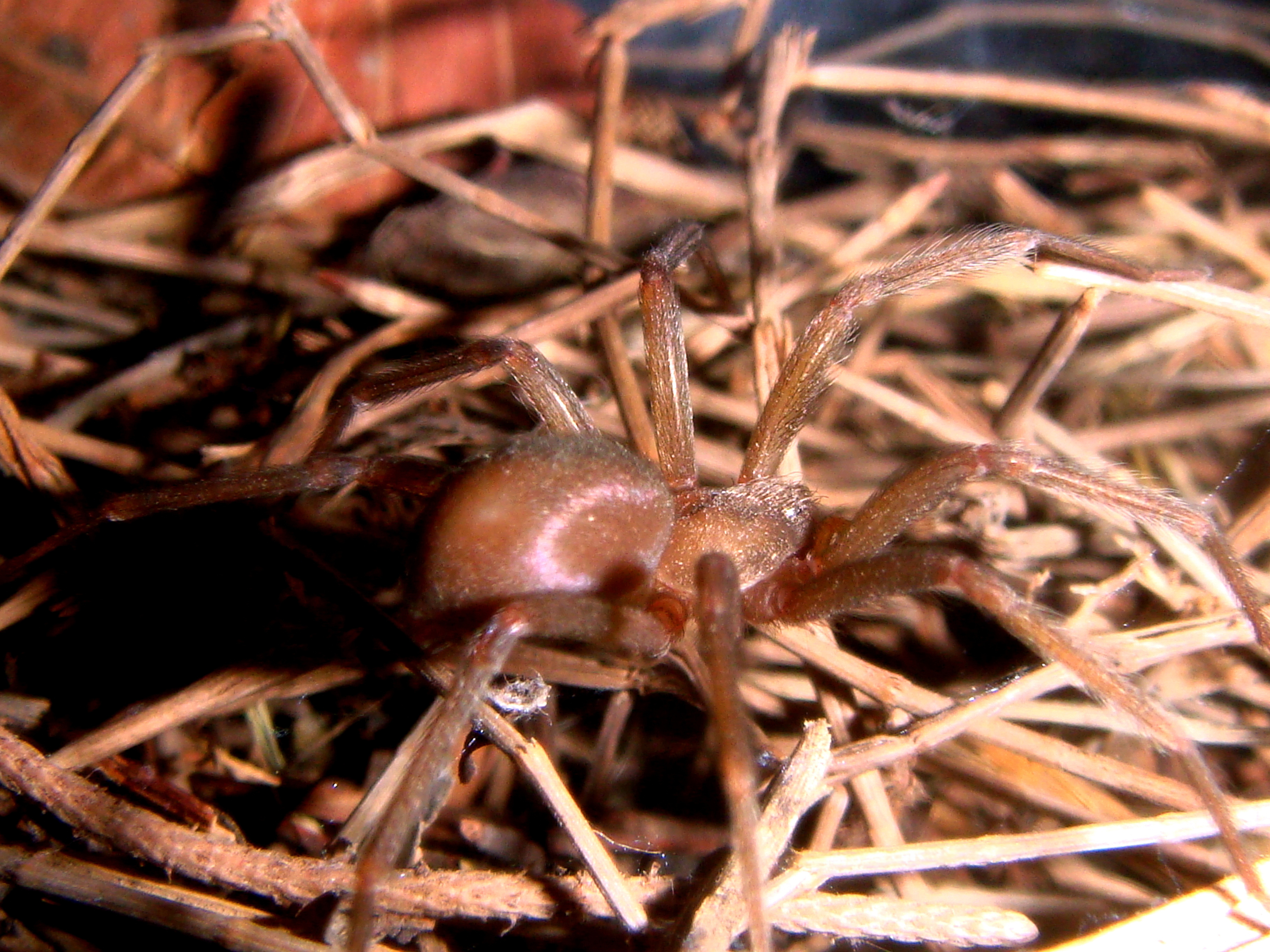
Loxosceles laeta, femmina adulta

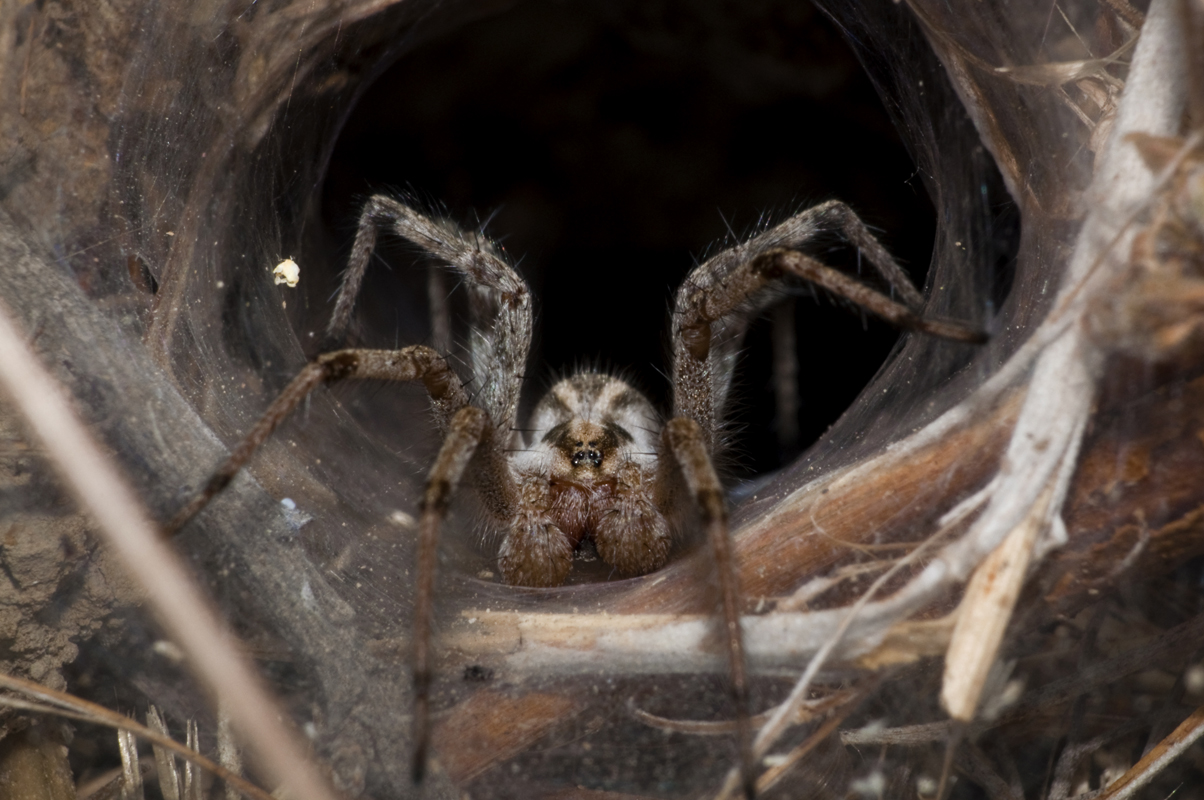
Loxosceles reclusa

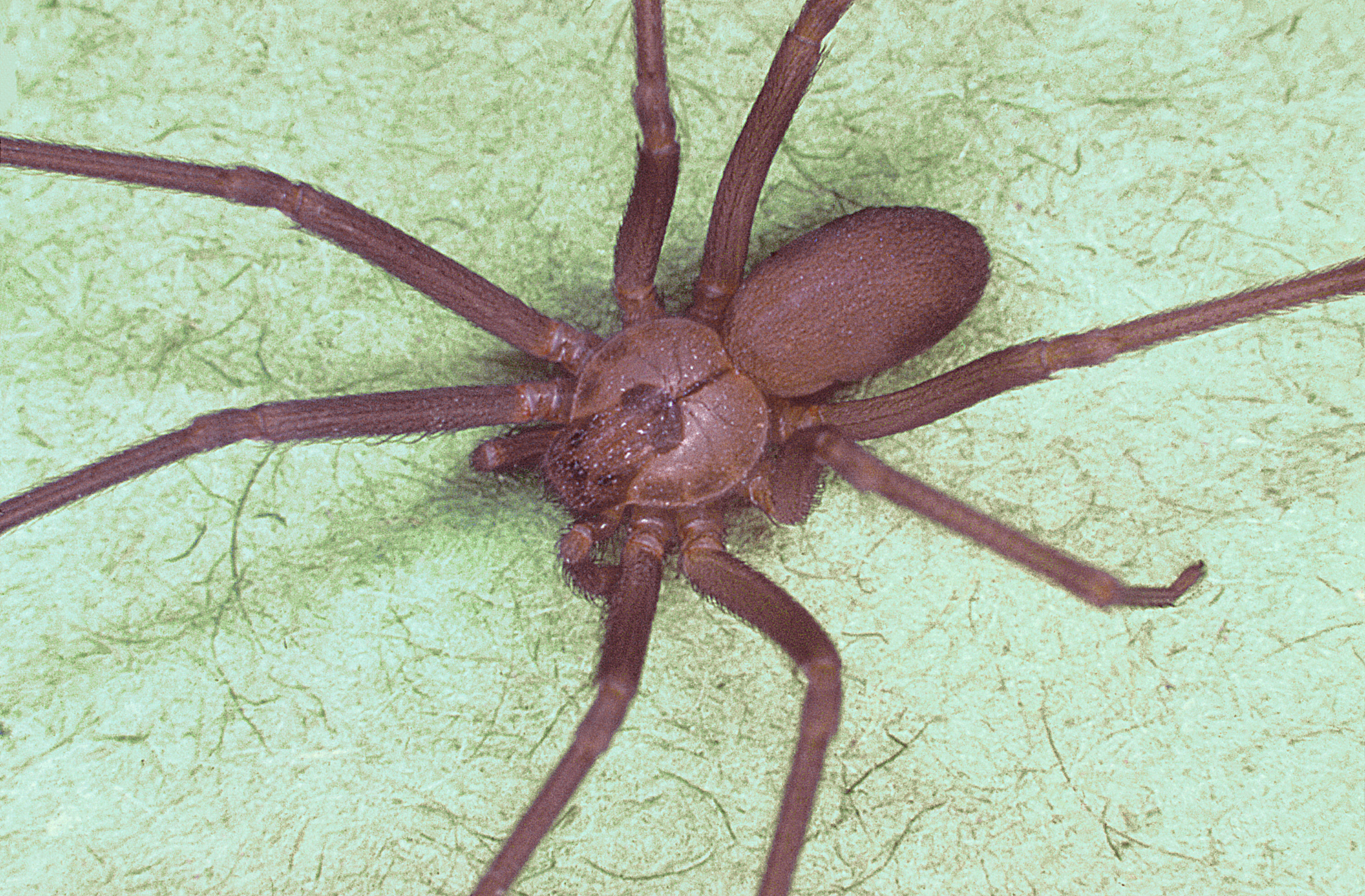
Loxosceles reclusa

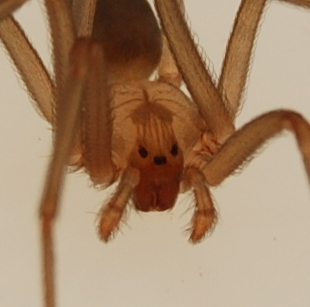
Loxosceles reclusa, maschio adulto

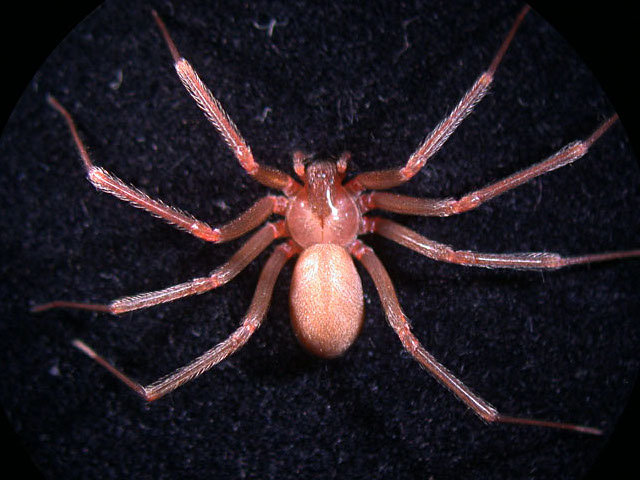
Loxosceles rufescens

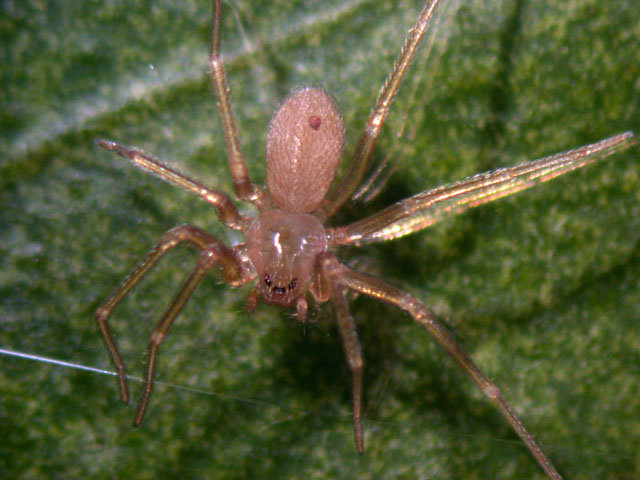
Loxosceles rufescens, maschio

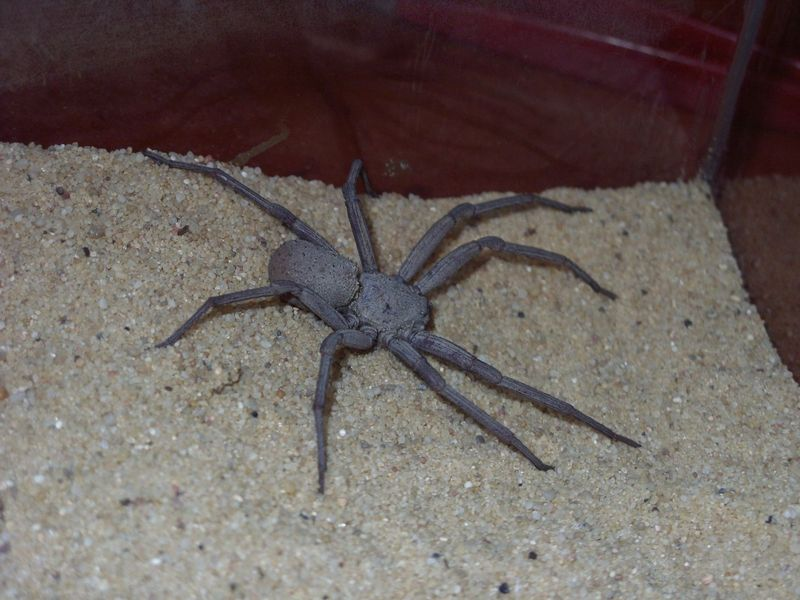
Sicarius terrosus, femmina

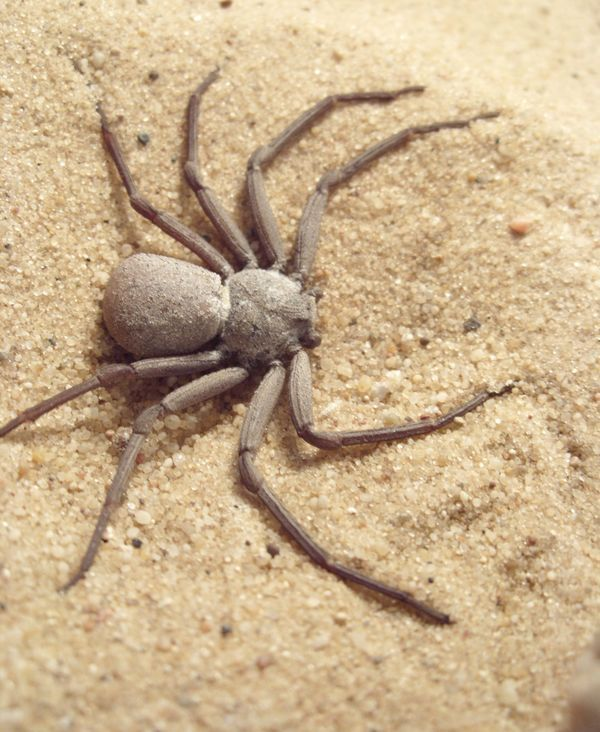
Sicarius terrosus, femmina

## Loxosceles
Loxosceles Heineken & Lowe, 1832
- Loxosceles accepta Chamberlin, 1920 — Perù
- Loxosceles adelaida Gertsch, 1967 — Brasile
- Loxosceles alamosa Gertsch & Ennik, 1983 — Messico
- Loxosceles alicea Gertsch, 1967 — Perù
- Loxosceles amazonica Gertsch, 1967 — Brasile
- Loxosceles anomala (Mello-Leitão, 1917) — Brasile
- Loxosceles apachea Gertsch & Ennik, 1983 — USA, Messico
- Loxosceles aphrasta Wang, 1994 — Cina
- Loxosceles aranea Gertsch, 1973 — Messico
- Loxosceles arizonica Gertsch & Mulaik, 1940 — USA
- Loxosceles aurea Gertsch, 1973 — Messico
- Loxosceles baja Gertsch & Ennik, 1983 — Messico
- Loxosceles barbara Gertsch & Ennik, 1983 — Messico
- Loxosceles belli Gertsch, 1973 — Messico
- Loxosceles bergeri Strand, 1906 — Namibia, Sudafrica
- Loxosceles bettyae Gertsch, 1967 — Perù
- Loxosceles blancasi Gertsch, 1967 — Perù
- Loxosceles blanda Gertsch & Ennik, 1983 — USA
- Loxosceles boneti Gertsch, 1958 — Messico, El Salvador
- Loxosceles candela Gertsch & Ennik, 1983 — Messico
- Loxosceles caribbaea Gertsch, 1958 — Grandi Antille
- Loxosceles carmena Gertsch & Ennik, 1983 — Messico
- Loxosceles chapadensis Bertani, Fukushima & Nagahama, 2010 — Brasile
- Loxosceles chinateca Gertsch & Ennik, 1983 — Messico
- Loxosceles colima Gertsch, 1958 — Messico
- Loxosceles conococha Gertsch, 1967 — Perù
- Loxosceles coquimbo Gertsch, 1967 — Cile
- Loxosceles coyote Gertsch & Ennik, 1983 — Messico
- Loxosceles cubana Gertsch, 1958 — Cuba, Isole Bahama
- Loxosceles deserta Gertsch, 1973 — USA, Messico
- Loxosceles devia Gertsch & Mulaik, 1940 — USA, Messico
- Loxosceles fontainei Millot, 1941 — Guinea
- Loxosceles foutadjalloni Millot, 1941 — Guinea
- Loxosceles francisca Gertsch & Ennik, 1983 — Messico
- Loxosceles frizzelli Gertsch, 1967 — Perù
- Loxosceles gaucho Gertsch, 1967 — Brasile, Tunisia
- Loxosceles gloria Gertsch, 1967 — Ecuador, Perù
- Loxosceles guatemala Gertsch, 1973 — Guatemala
- Loxosceles harrietae Gertsch, 1967 — Perù
- Loxosceles herreri Gertsch, 1967 — Perù
- Loxosceles hirsuta Mello-Leitão, 1931 — Brasile, Paraguay, Argentina
- Loxosceles huasteca Gertsch & Ennik, 1983 — Messico
- Loxosceles immodesta (Mello-Leitão, 1917) — Brasile
- Loxosceles inca Gertsch, 1967 — Perù
- Loxosceles insula Gertsch & Ennik, 1983 — Messico
- Loxosceles intermedia Mello-Leitão, 1934 — Brasile, Argentina
- Loxosceles jaca Gertsch & Ennik, 1983 — Messico
- Loxosceles jamaica Gertsch & Ennik, 1983 — Giamaica
- Loxosceles jarmila Gertsch & Ennik, 1983 — Giamaica
- Loxosceles julia Gertsch, 1967 — Perù
- Loxosceles kaiba Gertsch & Ennik, 1983 — USA
- Loxosceles lacroixi Millot, 1941 — Costa d'Avorio
- Loxosceles lacta Wang, 1994 — Cina
- Loxosceles laeta (Nicolet, 1849) — America, Finlandia, Australia
- Loxosceles lawrencei Caporiacco, 1955 — Venezuela, Trinidad, Isola Curaçao (Venezuela)
- Loxosceles lutea Keyserling, 1877 — Colombia, Ecuador
- Loxosceles luteola Gertsch, 1973 — Messico
- Loxosceles manuela Gertsch & Ennik, 1983 — Messico
- Loxosceles martha Gertsch & Ennik, 1983 — USA
- Loxosceles meruensis Tullgren, 1910 — Tanzania
- Loxosceles misteca Gertsch, 1958 — Messico
- Loxosceles mrazig Ribera & Planas, 2009 — Tunisia
- Loxosceles mulege Gertsch & Ennik, 1983 — Messico
- Loxosceles nahuana Gertsch, 1958 — Messico
- Loxosceles neuvillei Simon, 1909 — Somalia, Africa orientale
- Loxosceles niedeguidonae Gonçalves-de-Andrade et al., 2012 — Brasile
- Loxosceles olmea Gertsch, 1967 — Perù
- Loxosceles pallidecolorata (Strand, 1906) — Etiopia
- Loxosceles palma Gertsch & Ennik, 1983 — USA, Messico
- Loxosceles panama Gertsch, 1958 — Panama
- Loxosceles parramae Newlands, 1981 — Sudafrica
- Loxosceles pilosa Purcell, 1908 — Namibia, Sudafrica
- Loxosceles piura Gertsch, 1967 — Perù
- Loxosceles pucara Gertsch, 1967 — Perù
- Loxosceles puortoi Martins, Knysak & Bertani, 2002 — Brasile
- Loxosceles reclusa Gertsch & Mulaik, 1940 — America settentrionale
- Loxosceles rica Gertsch & Ennik, 1983 — Costa Rica
- Loxosceles rosana Gertsch, 1967 — Perù
- Loxosceles rothi Gertsch & Ennik, 1983 — Messico
- Loxosceles rufescens (Dufour, 1820) — cosmopolita
- Loxosceles rufipes (Lucas, 1834) — Guatemala, Panama, Colombia
- Loxosceles russelli Gertsch & Ennik, 1983 — USA
- Loxosceles sabina Gertsch & Ennik, 1983 — USA
- Loxosceles seri Gertsch & Ennik, 1983 — Messico
- Loxosceles similis Moenkhaus, 1898 — Brasile
- Loxosceles simillima Lawrence, 1927 — Sudafrica
- Loxosceles smithi Simon, 1897 — Etiopia
- Loxosceles sonora Gertsch & Ennik, 1983 — Messico
- Loxosceles spadicea Simon, 1907 — Perù, Bolivia, Argentina
- Loxosceles speluncarum Simon, 1893 — Sudafrica
- Loxosceles spinulosa Purcell, 1904 — Africa meridionale
- Loxosceles surca Gertsch, 1967 — Perù
- Loxosceles taeniopalpis Simon, 1907 — Ecuador
- Loxosceles taino Gertsch & Ennik, 1983 — Isole Bahama, Giamaica, Hispaniola
- Loxosceles tehuana Gertsch, 1958 — Messico
- Loxosceles tenango Gertsch, 1973 — Messico
- Loxosceles teresa Gertsch & Ennik, 1983 — Messico
- Loxosceles tlacolula Gertsch & Ennik, 1983 — Messico
- Loxosceles valdosa Gertsch, 1973 — Messico
- Loxosceles variegata Simon, 1897 — Paraguay
- Loxosceles virgo Gertsch & Ennik, 1983 — Isole Vergini
- Loxosceles vonwredei Newlands, 1980 — Namibia
- Loxosceles weyrauchi Gertsch, 1967 — Perù
- Loxosceles yucatana Chamberlin & Ivie, 1938 — Messico, Belize, Guatemala
- Loxosceles zapoteca Gertsch, 1958 — Messico

## Sicarius
Sicarius Walckenaer, 1847
- Sicarius albospinosus Purcell, 1908 — Sudafrica
- Sicarius cariri Magalhães, Brescovit & Santos, 2013 — Brasile
- Sicarius crustosus (Nicolet, 1849) — Cile
- Sicarius damarensis Lawrence, 1928 — Namibia
- Sicarius deformis (Nicolet, 1849) — Cile
- Sicarius diadorum Magalhães, Brescovit & Santos, 2013 — Brasile
- Sicarius dolichocephalus Lawrence, 1928 — Namibia
- Sicarius fumosus (Nicolet, 1849) — Cile
- Sicarius gracilis (Keyserling, 1880) — Perù
- Sicarius hahni (Karsch, 1878) — Namibia
- Sicarius lanuginosus (Nicolet, 1849) — Cile
- Sicarius minoratus (Nicolet, 1849) — Cile
- Sicarius nicoleti (Keyserling, 1880) — Cile
- Sicarius ornatus Magalhães, Brescovit & Santos, 2013 — Brasile
- Sicarius patagonicus Simon, 1919 — Argentina
- Sicarius peruensis (Keyserling, 1880) — Perù
- Sicarius rubripes (Nicolet, 1849) — Cile
- Sicarius rugosus (F. O. P.-Cambridge, 1899) — El Salvador, Costa Rica
- Sicarius rupestris (Holmberg, 1881) — Argentina
- Sicarius spatulatus Pocock, 1900 — Sudafrica
- Sicarius terrosus (Nicolet, 1849) — Cile, Argentina, Perù
  - Sicarius terrosus yurensis Strand, 1908 — Perù
- Sicarius testaceus Purcell, 1908 — Sudafrica
- Sicarius tropicus (Mello-Leitão, 1936) — Brasile
- Sicarius utriformis (Butler, 1877) — Isole Galapagos